# Dmitrij Jarošenko
Dmitrij Vladimirovič Jarošenko (in russo Дмитрий Владимирович Ярошенко?; traslitterazione anglosassone Dmitry Vladimirovich Yaroshenko; Makarov, 4 novembre 1976) è un ex biatleta russo.

## Biografia

### Stagioni 1999-2006
Originario di Novosibirsk, iniziò a praticare biathlon a livello agonistico nel 1987. In Coppa del Mondo esordì il 12 marzo 1999 nella sprint di Oslo Holmenkollen dove giunse 66º.
Nella carriera di Jarošenko, ufficiale dell'esercito russo, i primi risultati di rilievo risalgono al 2004, quando agli Europei di Minsk vinse la medaglia d'argento nell'individuale, e a Chanty-Mansijsk dove ottenne due medaglie di bronzo nel "Summer Grand Prix". Nella stagione successiva, sempre nella località russa, fece i primi punti in Coppa del Mondo; inoltre vinse a Garmisch-Partenkirchen un'individuale in Coppa Europa. Nella stagione 2005-2006 l'atleta vinse altre quattro gare in Coppa Europa, portandosi a casa la classifica generale più altre due di specialità.

### Stagioni 2007-2012
In Coppa del Mondo conquistò il primo podio il 2 dicembre 2006 nella sprint di Östersund (2°) e la prima vittoria il 10 dicembre dello stesso anno nella staffetta di Hochfilzen. Nella stagione 2006-2007 conquistò la Coppa del Mondo di inseguimento; in quella 2007-2008 arrivò 2º nella classifica generale dietro a Ole Einar Bjørndalen. Vinse inoltre due medaglie d'oro nella staffetta ai Campionati mondiali, ad Anterselva nel 2007 e a Östersund nel 2008.
Durante i controlli antidoping effettuati su campioni raccolti il 3, 4 e 5 dicembre 2008 a Östersund risultò positivo all'EPO, assieme alle compagne di squadra Al'bina Achatova ed Ekaterina Jur'eva, e nel febbraio dell'anno successivo venne squalificato fino al 3 dicembre 2010, con il conseguente annullamento dei risultati ottenuti nelle gare ancora disputate fino al 25 gennaio 2009.
Dopo lo scadere della squalifica disputò una sola gara in Coppa del Mondo, l'individuale di Ruhpolding del 12 gennaio 2011 chiusa al 68º posto, prima del ritiro nel 2012.

## Palmarès

### Mondiali
- 3 medaglie:
  - 2 ori (staffetta[7] ad Anterselva 2007; staffetta[7] a Östersund 2008)
  - 1 bronzo (staffetta mista[7] a Östersund 2008)

### Europei
- 2 medaglie:
  - 1 oro (staffetta a Novosibirsk 2005)
  - 1 argento (individuale a Minsk 2004)

### Coppa del Mondo
- Miglior piazzamento in classifica generale: 2º nel 2008
- Vincitore della Coppa del Mondo di inseguimento nel 2007
- 18 podi (10 individuali, 8 a squadre), oltre a quelli conquistati in sede iridata e validi anche ai fini della Coppa del Mondo:
  - 4 vittorie (1 individuale, 3 a squadre)
  - 12 secondi posti (7 individuali, 5 a squadre)
  - 2 terzi posti (individuali)

#### Coppa del Mondo - vittorie
| Data             | Località   | Nazione  | Specialità                                               |
| ---------------- | ---------- | -------- | -------------------------------------------------------- |
| 10 dicembre 2006 | Hochfilzen | Austria  | RL (con Ivan Čerezov, Maksim Čudov e Sergej Rožkov)      |
| 4 gennaio 2007   | Oberhof    | Germania | RL (con Ivan Čerezov, Maksim Čudov e Nikolaj Kruglov)    |
| 7 dicembre 2007  | Hochfilzen | Austria  | SP                                                       |
| 16 dicembre 2007 | Pokljuka   | Slovenia | RL (con Andrej Makoveev, Maksim Čudov e Nikolaj Kruglov) |

Legenda:

SP = sprint

RL = staffetta

### Coppa Europa
- Vincitore della Coppa Europa nel 2006
- Vincitore della Coppa Europa di sprint nel 2006
- Vincitore della Coppa Europa di inseguimento nel 2006